# Вальдрада Тосканская
Вальдрада Тосканская (итал. Waldrada di Toscana; ум. 997), — догаресса Венеции, жена дожа Пьетро IV Кандиано (пр. 959—976).

## Ранняя биография
Вальдрада была дочерью Гумберта, герцога Сполето, деда Матильды Тосканской. Император Оттон II устроил её брак с Пьетро IV Кандиано после его развода с догарессой Иоанной Кандиано. Приданое Вальдрады включало в себя замки и некоторое количество невольников.

## Догаресса
Она и дож создали обычай Mundio, согласно которому дож отдавал половину своего дохода своей супруге. Вальдрада стала непопулярна в Венеции из-за своего высокомерия, но у неё были хорошие отношения со своим супругом. Она поддерживала мужа в его амбициях и укрепляла его статус, ведя себя как королева, и, по некоторым сообщениям, была первой догарессой, которая следовала королевскому церемониальному протоколу. Вальдрада ввела бой быков в Венеции, ставший популярным развлечением, и на которых она как правило председательствовала.
Свита Вальдрады из рабов вызывала раздражение в Венеции, но когда её супруг попросил её освободить их, она ответила, что является подданной императора, но не дожа. В 976 году венецианцы восстали. Они подожгли резиденцию дожа, и семья бежала: он со своим маленьким сыном Пьетре, а она со своей дочерью Мариной. Вальдрада умоляла сохранить жизнь её сыну, но и её мужа, и сына в итоге линчевали. Ей же позволили уехать вместе с дочерью, возможно, потому, что Венеция боялась мести императора, если бы причинила им вред.

## Поздняя биография
Вальдрада укрылась у императрицы Аделаиды в Вероне. Она потребовала, чтобы её приданое было возвращено из Венеции и чтобы Венеция была уничтожена императором за восстание. После переговоров наконец было достигнуто соглашение. Она отказалась стать монахиней из-за своего вдовства, что было венецианским обычаем, и поселилась при дворе своего брата в Тоскане, где и умерла. Её дочь Марина стала догарессой, будучи женой дожа Трибуно Меммо, но он был свергнут в 990 году, после чего Марина ушла в монахини.